# Hau Ruck
Hau Ruck è il quindicesimo album dei KMFDM, pubblicato nel 2005.

## Tracce
1. Free Your Hate – 4:59
2. Hau Ruck – 5:22
3. You're No Good – 4:59
4. New American Century – 4:51
5. Real Thing – 5:05
6. Every Day's a Good Day – 4:44
7. Mini Mini Mini – 2:56
8. Professional Killer – 4:34
9. Feed Our Fame – 4:31
10. Ready to Blow – 4:28
11. Auf Wiederseh'n – 6:14

## Formazione
- Lucia Cifarelli - voce
- Jules Hodgson - chitarra, basso, sintetizzatore,
- Sascha Konietzko - voce, sintetizzatore analogico, sequencer,
- Andy Selway - batteria, tastiere
- Steve White - chitarra, tastiere
- Mina Stolle - tromba (11)